# Корейска централна телевизия

Корейската централна телевизия  (KCTV) (на корейски: 조선중앙텔레비죤) в Пхенян, Северна Корея е единственият официален новинарски телевизионен оператор на КНДР. Гледа се от населението на страната (23 милиона жители), където са регистрирани 2,5 милиона телевизионни апарата.
Корейската национална телевизия отразява гледната точка на правителството на Северна Корея в своите ежедневни новинарски емисии и предавания. Достъпна е чрез сателити в световната мрежа.

## Програма
Телевизията излъчва предавания с образователна и развлекателна цел, ежедневни новинарски емисии с идеологически привкус и пропагандни материали, акцентиращи върху историята, идеологията и постиженията на КНДР, армията и управляващата еднопартийна система на Корейската работническа партия.
Примерно разписание на програмата на КЦТ от 2007 г.:
- 00:10 – новини
- 08:20 – преглед на севернокорейския печат
- 08:25 – Часът на детето: „Миеща мечка и койот“ /детски анимационен филм/
- 08:37 – „Сигнали“ (документален филм)
- 08:47 – Корейски документи: „Ние ще те следваме до края на този свят“
- 09:42 – „Великата история, славната традиция“ (епизод от документалната поредица „Тактика за свобода и победа“)
- 10:00 – доклад на Ким Чен Ир и поздрав към армията и партията
- 10:07 – „80 славни години в борба срещу американския империализъм“ (документален филм, заснет в КНДР)
- 10:34 – „Великото лидерство, великият монумент, великата революция, които ще останат завинаги в историята...“ (документален филм, заснет в КНДР)
- 11:00 – новини
- 11:33 – доклад на Ким Чен Ир и поздрав към армията и партията
- 11:40 – „По време на Незабравимите дни“ (филм за Корейската война)
- 13:27 – „Един за всички, всички за един“ (филм с участието на Ко Йон Хи)
- 13:45 – новини – акценти

Корейската централна телевизия се излъчва по стандартния сигнал PAL.

## Забранени канали
Телевизионната система на КНДР е създадена на 3 март 1963 г. Следните ТВ оператори са забранени и са обект на критика от страна на правителството на КНДР:
- Kaesong TV Broadcasting – започва излъчване през 1971 г. и се преименува на TV Broadcasting през 1997 г.;
- Mansudae TV Broadcasting – започва излъчване през 1937 г.; сред мотивите на КНДР за забраната е, че телевизията излъчва чуждестранни тв предавания и филми, което е в противоречие с идеологията чучхе.